# 鐘音板

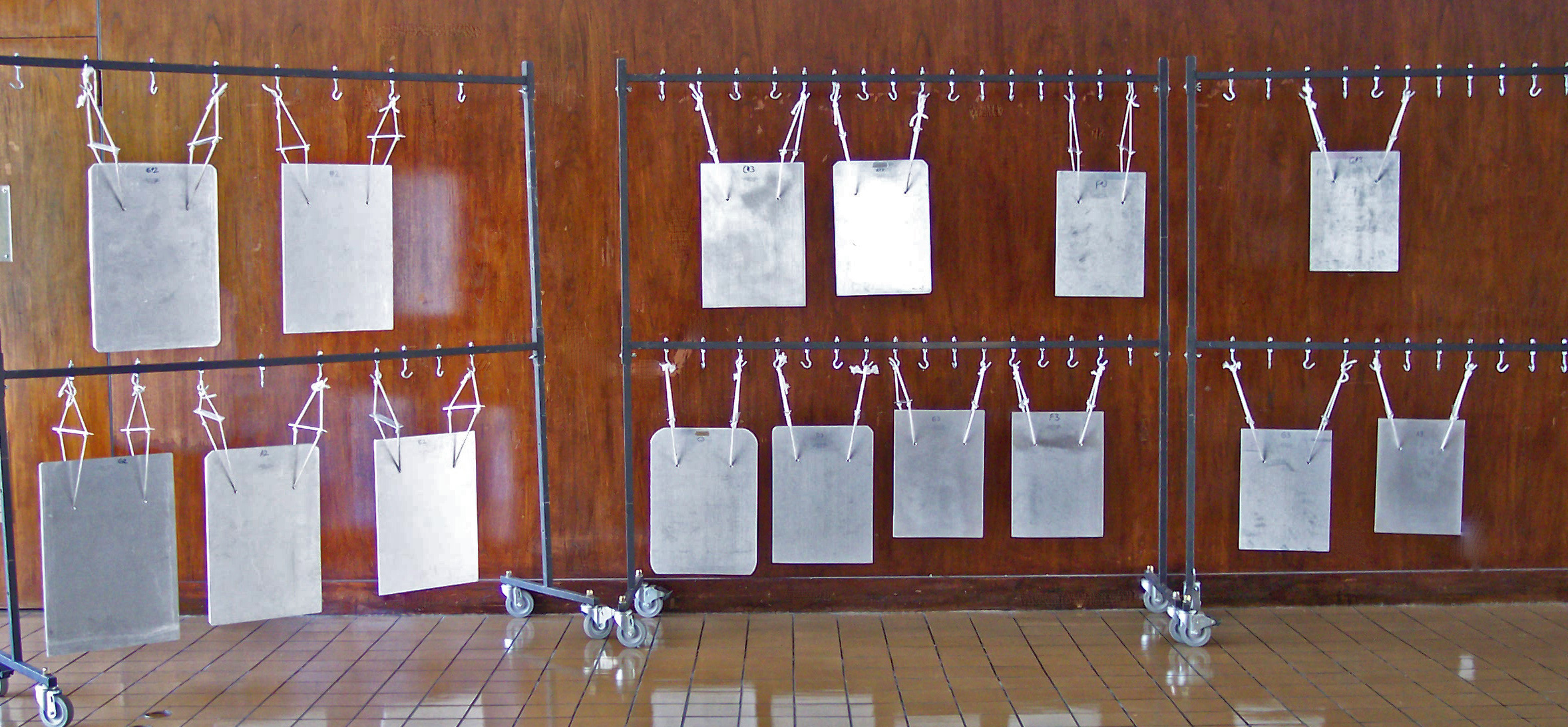
一套經過定音的鐘音板。

鐘音板（英語：Bell Plate(s)）亦稱片鐘，是由金屬製造的敲擊樂器，屬於體鳴樂器一種，是由不同大小尺寸的金屬板，以繩吊掛在支撐架上。鐘音板發出的音色和管鐘或鐘非常相近，因此可以作為這兩種樂器的替代品。

## 歷史
鐘音板的概念，最初是源於運用在劇場中（不論是歌劇或是戲劇），能製造出如教堂鐘聲般的效果。事實上，個別規模較大的劇院，的確是製造了一套和教堂的鐘相近的編鐘，不過所花的費用、位置以及樂器本身的重量都成為了一大問題，後來有人嘗試從形狀方面入手，把喇叭型改成為長方形的金屬板，再在板上打孔並用支撐架縣掛起來，便成為了現時的鐘音板。
法國作曲家白遼士於1830年創作的《幻想交響曲》，最後一個樂章使用了鐘音板代表教堂的鐘聲，可以算是第一部在交響樂團中使用鐘音板的交響作品。

## 材料
由於概念是從喇叭型的鐘所演化而成，所以最初期的鐘音板，都是以青銅所製造的，後來亦嘗試以鐵、鋁等金屬或鋼一類的合成金屬所造成，至於形狀，亦沒有固定的標準，但通常以長方形為常見的形狀。
和其他鍵盤類的敲擊樂器一樣，經切割後的鐘音板會個別再作微調，有需要時便在背面上鑿出一些小洞來改變其音高。

## 演奏方法
和管鐘一樣，會用上木鎚或是硬頭的琴鎚來敲打金屬片以發出聲音。敲打位置通常為中間部份。

## 鐘音板的優點
一套經定絃的鐘音板，所佔用的空間都比管鐘或鐘為多，按常理推斷，它並不屬於實用的樂器，然而，它又能成為了管鐘或鐘的替代品，主要的原因是：
1. 鐘音板可以隨意掛上或拆卸，亦可以按實際需要，只掛上特定音高的鐘片；相反現今的管鐘大都已固定裝嵌於架上，不能隨便拆卸。舊式管鐘的管身雖然也可隨意裝拆，不過現今仍保存和使用的數量已日益減少；
2. 喇叭形狀的鐘在一般樂隊中並不普及，因為實際使用率低，而且佔用過多空間，並不化算。個別樂團能夠擁有的話，數量亦多限於1個起至4-5個止，各鐘亦沒有特定的音高。最後，這類沒有固定音高的鐘所製造的聲音，夾雜著大量泛音，較難分辨出它的實質音高。如需要特定音高時，往往更需要特別訂造，費用相當昂貴；
3. 相比喇叭形狀的鐘或是管鐘，鐘音板既可以訂造，更可以自製，成本可以大為減輕。另外，音域亦可以按個別需要而調整，不像管鐘那樣只能在奏出特定音域範圍內的音高，鐘音板的靈活度無疑較大。

## 外部資料
- 維也納網上交響圖書館介紹。 （页面存档备份，存于）